# Großsteingrab Nenndorf
Das Großsteingrab Nenndorf ist eine zwischen 3500 und 2800 v. Chr. entstandene megalithische Grabanlage der jungsteinzeitlichen Trichterbecherkultur (TBK) bei Emsen, einem Ortsteil der Gemeinde Rosengarten im Landkreis Harburg, Niedersachsen. Es trägt die Sprockhoff-Nummer 673.

## Lage
Das Grab befindet sich westlich von Emsen und liegt im „Nenndorfer Interessentenforst“, knapp 500 m nördlich der A 1.

## Beschreibung

### Architektur
Das Grab gehört zum Typ der Ganggräber. Es besitzt ein nordost-südwestlich orientiertes Hünenbett mit einer Länge von 55 m und einer Breite von 8 m. Nach Nordosten hin wird es leicht schmaler. Die Höhe der Hügelschüttung beträgt 0,8 m im Südwesten und 0,4 m im Nordosten. Die Umfassungssteine fehlen sämtlich, es sind aber noch zahlreiche Standspuren zu erkennen. Auf der Südseite sind Reste von zwei Randsteinreihen zu sehen (s. Bild). Im südwestlichen Teil des Hünenbetts liegt die Grabkammer. Sie hat eine Länge von 5 m, eine Breite von 1,5 m und eine Höhe von 1,5 m. Die Kammer wurde 1949 durch Willi Wegewitz und Ernst Sprockhoff ausgegraben. Er fand sämtliche Wandsteine in situ vor. Insgesamt besitzt die Kammer je einen Abschlussstein an den Schmalseiten und vier Wandsteinpaare an den Langseiten. Zwischen den beiden nordöstlichen Steinen der südöstlichen Langseite befindet sich eine Lücke, an die ein Wandsteinpaar des Ganges anschließt. Von den Decksteinen wurden lediglich zwei zueinander passenden Fragmente gefunden, die mittels Stahlträger (s. Bild) zusammengehalten und am Ostende der Grabkammer montiert wurden.

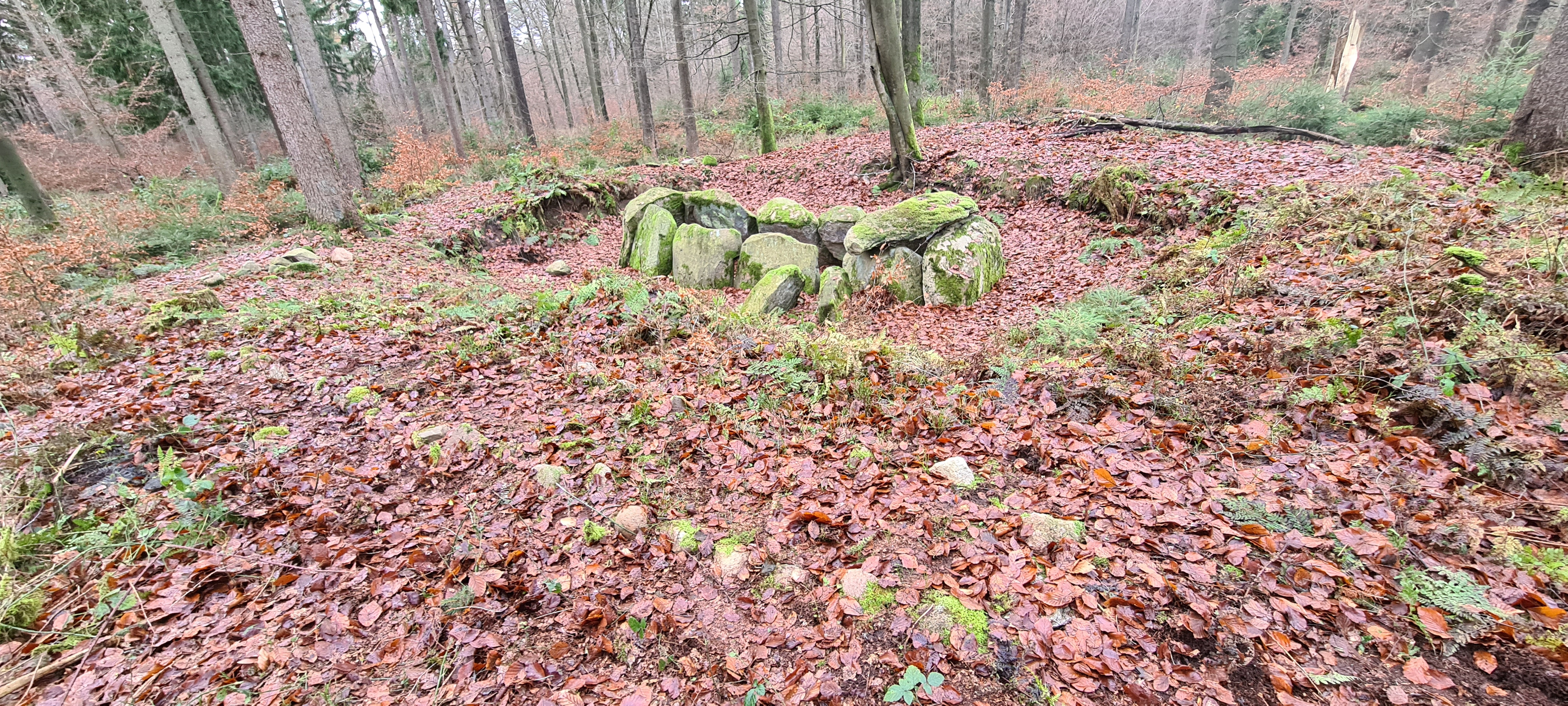
Ganggrab mit zwei Randsteinreihen (Fundstelle Emsen 100)

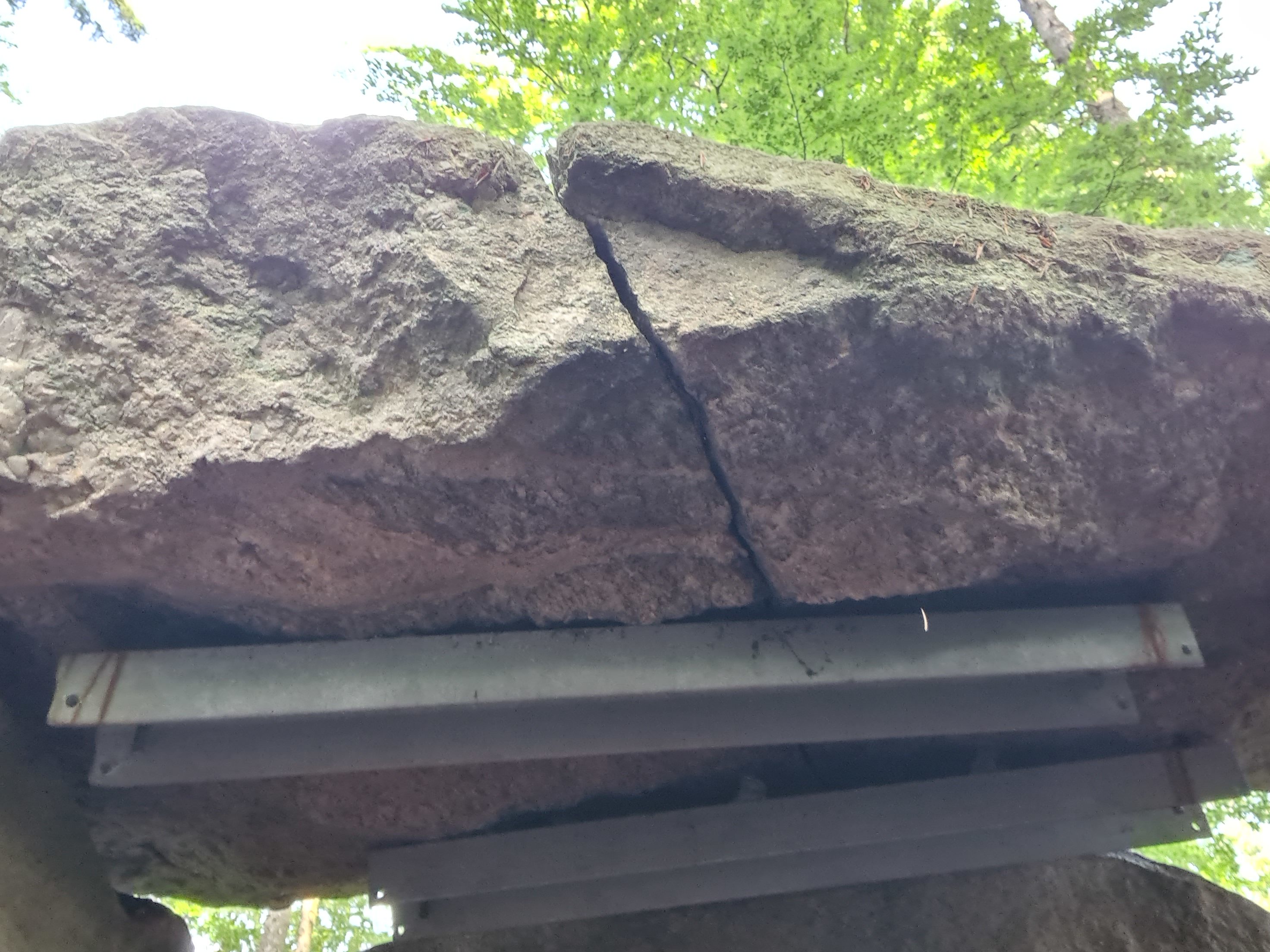
Zwei Decksteinfragmente mittels Stahlträgern zusammengehalten.

### Funde
Die Funde konnten größtenteils der Trichterbecherkultur (TBK) zugerechnet werden. Die Grabbeigaben in der Kammer stammen aus der Endzeit dieser Kultur. Aus der vorrömischen Eisenzeit fanden sich im Hügel die Bruchstücke einer Urne mit Leichenbrand. Die Funde befinden sich heute im Archäologischen Museum Hamburg.

Funde aus dem Großsteingrab Nenndorf
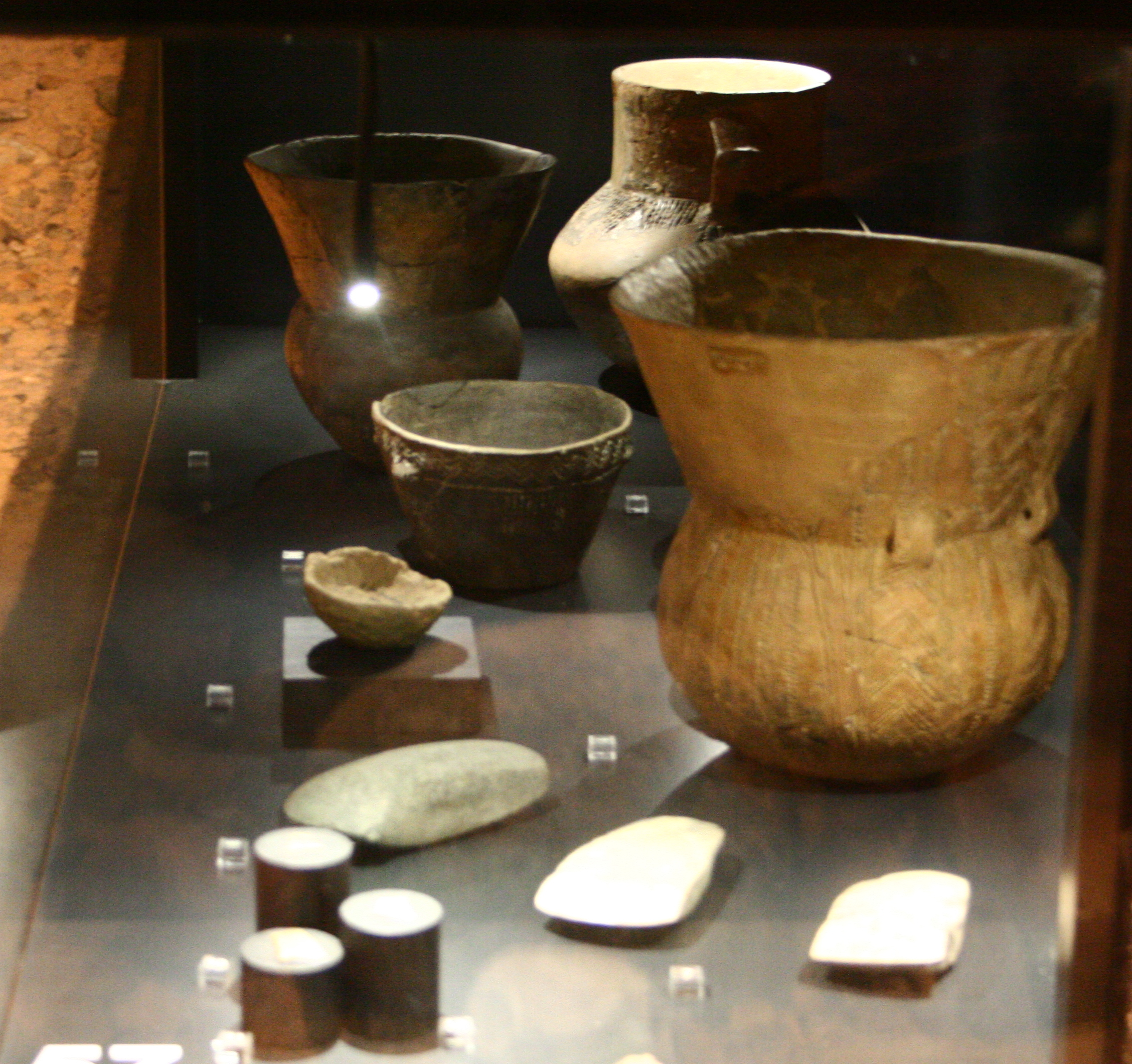
Keramik und Steinbeile
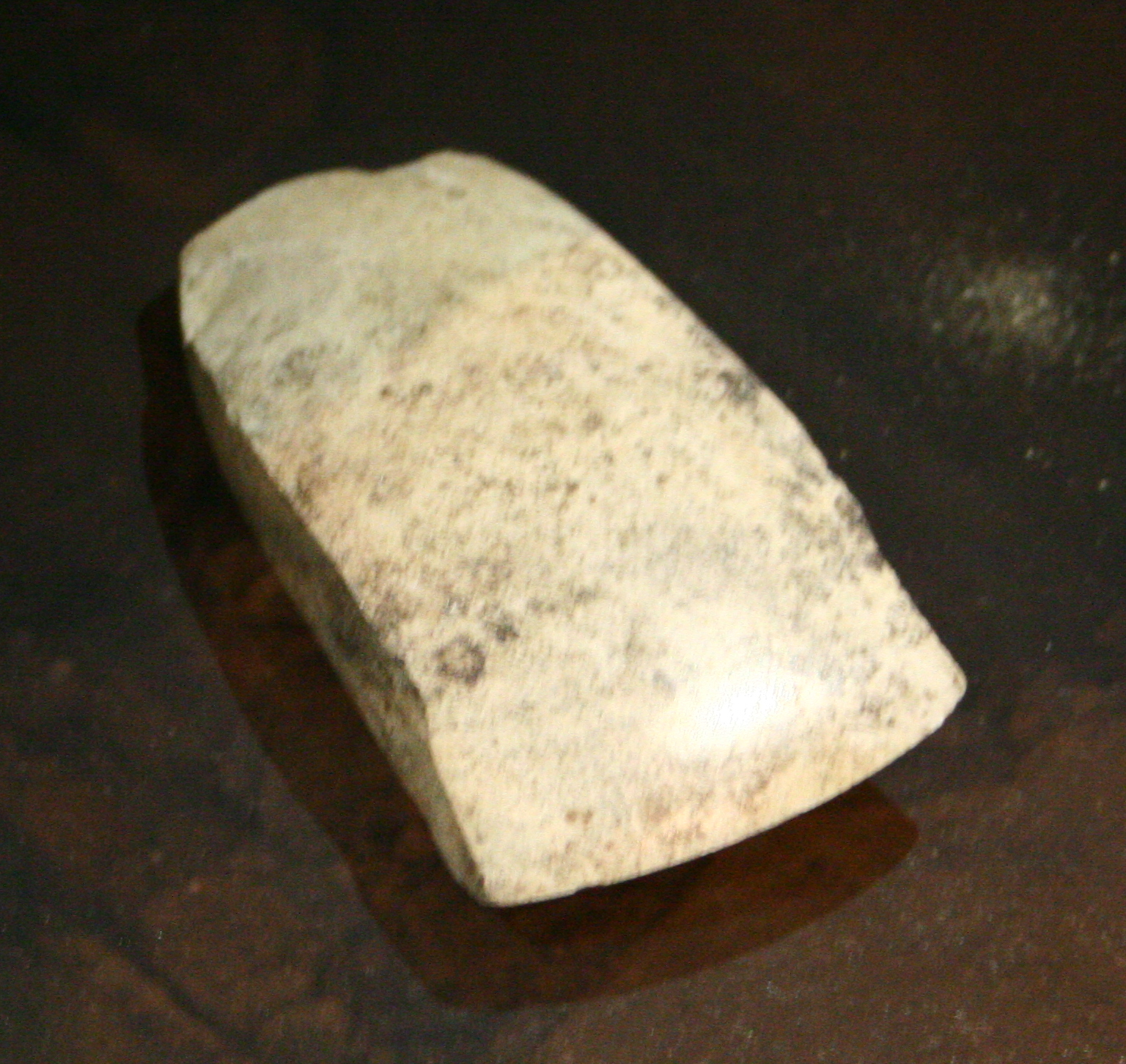
Steinbeil
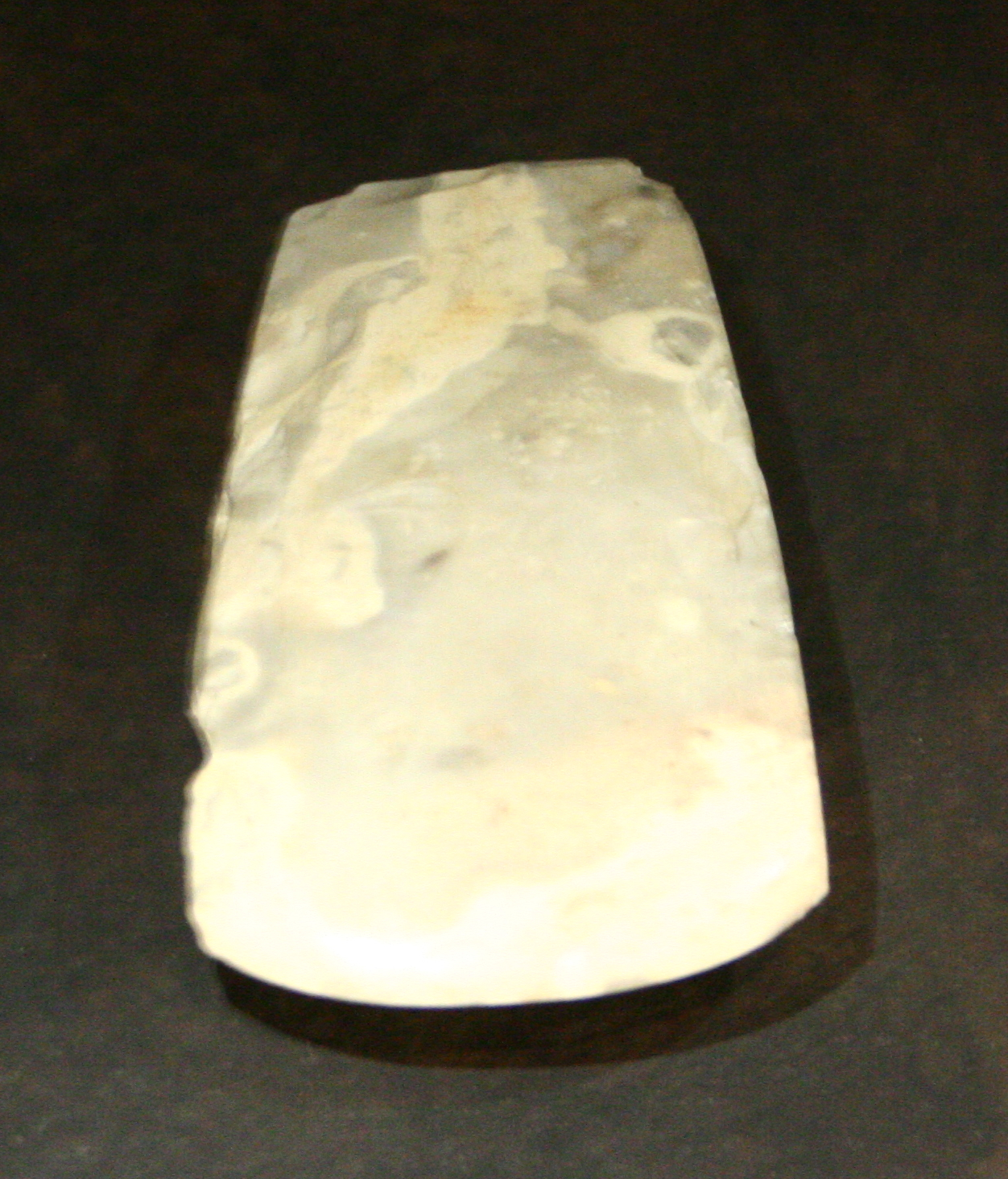
Steinbeil
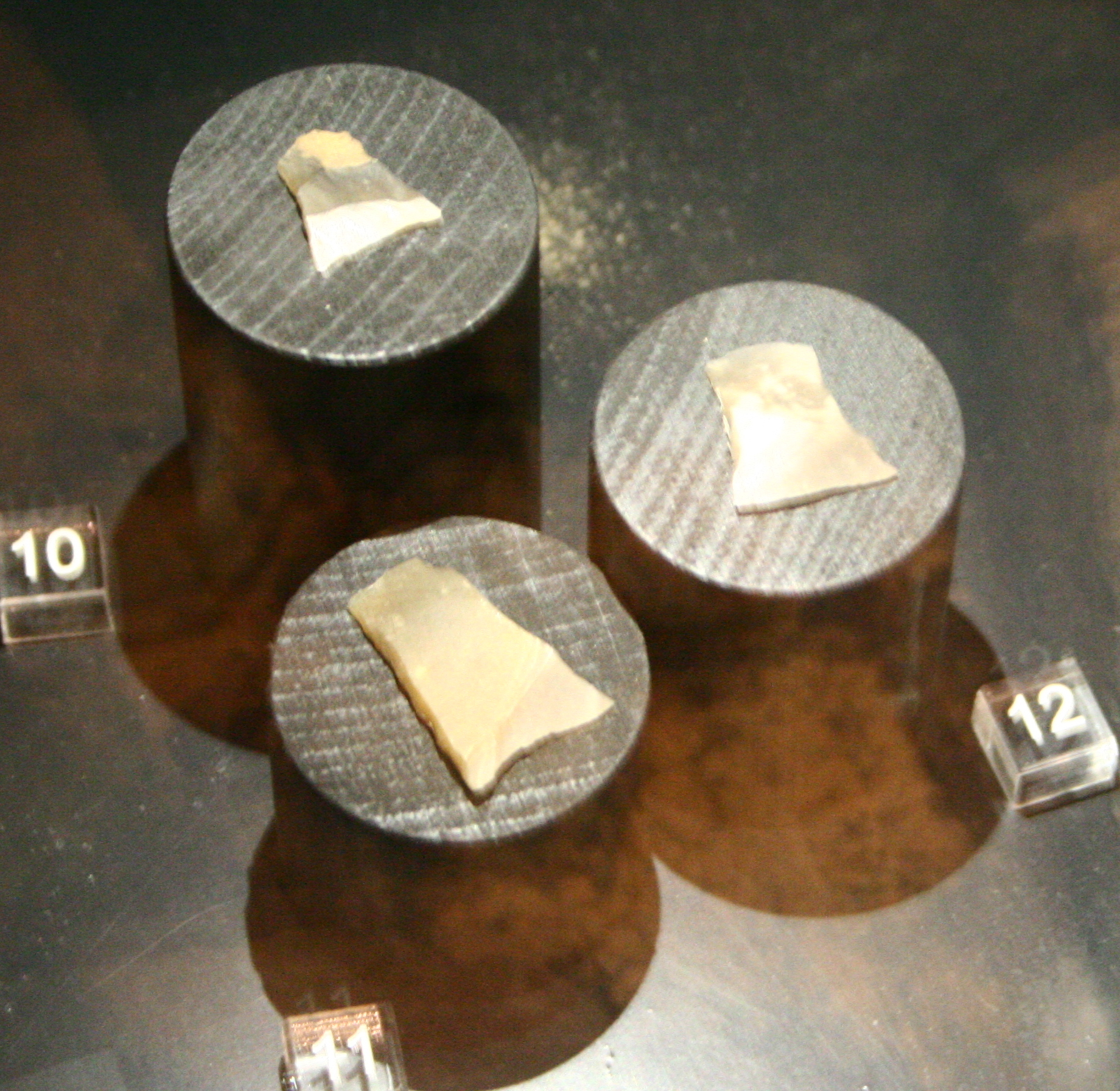
Pfeilspitzen